# Бронская, Евгения Адольфовна
Евгения Адольфовна Бро́нская (настоящая фамилия Гоке или Гаке, иногда Хакке, по мужу Макарова) (20 января (1 февраля) 1882 (в некоторых источниках 1884 или 1888), Санкт-Петербург — 12 октября 1953, Ленинград) — артистка оперы (лирико-колоратурное сопрано), камерная певица и педагог.

## Биография
Родилась в семье архитектора и певицы.
Образование получила в Смольном институте. Пению обучалась сначала в Петербургской музыкальной школе И. Бровки-Виссендорфа. С 1900 совершенствовалась в Милане, летом 1906 — в Милане у Т. Аркель. Впервые выступила в концерте в 1896 в Гунгербурге (ныне Усть-Нарва). 19 декабря 1899 состоялся её первый сольный концерт в Петербурге, на оперной сцене дебютировала там же 17 октября 1900 (зал Купеческого собрания), с 1901 выступала в петербургском театре «Аркадия» (антрепренёр М. Максакова). В октябре 1901 — феврале 1902 пела в Тифлисской опере, затем в петербургском театре «Аквариум» (антрепренёр В. Любимова), в сезоне 1902/1903 — в оперных театрах Киева (антрепренёры М. Бородай и С. Брыкина) и Одессы, в 1904—1905 — в московском театре Солодовникова и одновременно гастролировала в Харькове и Одессе, в 1906—1907 пела в петербургском Народном доме. С 1905 неоднократно гастролировала в Риме (театр «Констанция»), Неаполе (театр «Сан Карло»), Парме, Триесте, Флоренции, Болонье, Вероне, Венеции, Милане (театры «Ла Скала» и «Феличе»), Париже (театр «Олимпия»), Нью-Йорке, Бостоне, Чикаго (в составе итальянской труппы с Э. Карузо, 1908—1910). В 1910—1923 солистка петербургского Мариинского театра, в 1917, 1919, 1921 и сезоне 1923/1924 участвовала в отдельных спектаклях (в том числе в опереттах) МАЛЕГОТа. В 1911—1912 гастролировала в московском Большом театре.
С 1905 года записывалась на грампластинки — в Москве («Пате»), Петербурге («Граммофон», 1909, 1913—1914), Нью-Йорке («Columbia», 1910); впоследствии переиздавались в Ленинграде («Мелодия)». В 1908 году гастролировала в Венеции. Здесь исполнила главную партию в «Наваррянке» Ж. Массне (вместе с Г. Макаровым, впоследствии стала его женой). Обладала выдающимся по красоте, ровным во всех регистрах голосом приятного «серебристого» тембра и обширного диапазона, ясной и отчётливой колоратурой. Исполнение отличалось лиризмом и естественной грацией сценического воплощения. Зарубежные критики называли её «русской Тетраццини». Репертуар включал 40 партий. С 1917 года активно участвовала в концертах для рабочих, военных, систематически пела в концертах, организуемых Домом Красной армии. Работала в Малом оперном театре.
В 1923—1950 годах преподавала в Ленинградской консерватории (с 1939 профессор); жила в городе во время блокады.
С 1945 года вела занятия с группой студийцев в ленинградском Театре музыкальной комедии. Ученицы — М. Бровченко, В. Еланская, К. Елисеева, Л. Колесникова, Д. Пантофель-Нечецкая, С. Рикка, И. Тиманова-Левандо, Е. Тропина, М. Узинг, А. Халилеева.

## Награды
- орден «Знак Почёта» (21.02.1938) — в связи с 75-летним юбилеем Ленинградской консерватории и за выдающиеся заслуги в области подготовки музыкальных кадров
- медаль «За оборону Ленинграда» (1944)